# Salia leosalis
Salia leosalis är en fjärilsart som beskrevs av Walker 1858. Salia leosalis ingår i släktet Salia och familjen nattflyn. Inga underarter finns listade.